# جيديت
كارمن جيديت إزكويردو سانشيز (بالإسبانية: Carmen Jedet Izquierdo Sánchez)‏ المعروفة بإسم جيديت، هي ممثلة ومغنية إسبانية، ولدت يوم 7 يوليو 1992 في جرندة في إسبانيا.

## روابط خارجية
- جيديت على موقع IMDb (الإنجليزية)
- جيديت على موقع قاعدة بيانات الفيلم (الإنجليزية)